# 小池明夫
小池 明夫（こいけ あきお、1946年（昭和21年）7月28日 - ）は、日本の実業家、北海道旅客鉄道（JR北海道）第5代・第7代社長、第3代・第5代会長。現アークス社外取締役。岡山県高梁市出身。

## 人物・来歴

### 生い立ち
1946年、岡山県高梁市に生まれる。その後、1962年（昭和37年）地元の岡山県立高梁高等学校へ進学する。高校の同期には、最高裁判所司法研修所教官・電通監査役を務める濱田俊郎や、画家の平松利昭が親友としていた。また、仲の良い後輩として2個下には、後に東芝の副社長となる田井一郎もいる。1965年（昭和40年）同校を卒業し、東京大学へ進学する。1969年（昭和44年）には東京大学経済学部を卒業し、日本国有鉄道（国鉄）に入社した。

### 国鉄入社後
入社後、15年経った1984年（昭和59年）、38歳で札幌鉄道管理局の営業部長に着任し、家族と共に東京から札幌に移住。それ以来、北海道での暮らしと仕事に深く根付いた人生を送った。赴任後、初めて迎えた2月の雪祭りには、「本州に転勤になると見納めになるかもしれない」との思いから、風邪をひいて熱のあった次男を毛布にくるみ、家族皆で、雪の舞う大通公園の大雪像を見て回った。 3月には、管理局の上層機関の北海道総局の企画調整室長に発令となった。その後、毎年、雪まつりを観ることができるようになったので、無理をして雪祭り会場を巡ったことは、後年良い思い出となったと小池本人は語っている。この1984年のエピソードは、彼にとって北海道生活の始まりを象徴する思い出となった。
翌年の1985年（昭和60年）3月、北海道総局の企画調整室長に発令され、国鉄分割民営化に伴う業務に本格的に取り組むこととなる。同年6月には、国鉄の分割民営化が政府の方針として決定され、道内鉄道路線の再編や職員の合理化が急ピッチで進められた。1987年（昭和62年）のJR北海道発足に向け、小池は連日深夜に及ぶ業務に従事。約3万人いた国鉄職員のうち、新会社には1万3千人しか採用できず、多くの職員が本州への異動を余儀なくされた。この厳しい環境の中、地域社会に根ざした鉄道づくりを目指して尽力した。発足前夜、降りしきる雪を眺めながら上司の清水専務と「やっと終わったなあ」と語り合い、静かにウイスキーを飲んだ思い出を小池は後に語っている。
2003年6月にJR北海道の代表取締役社長（第3代）に就任。その後、2007年6月に同社代表取締役会長に就任した。小池はまた、「北海道おかやま会」の会長として、岡山県出身者の交流を推進し、札幌をはじめとする地域社会とのつながりを大切にしながら活動を続けた。2011年（平成23年）3月に発生した東日本大震災では、多くの命が失われたことに深い悲しみを覚えつつ、東北地方から北海道への一時移住を提案するなど、復興支援に貢献する姿勢を示した。同年5月には、石勝線特急列車が脱線し車両火災が発生する事故が起きた。この事故では負傷者が軽傷にとどまったものの、鉄道事業への信頼回復に向けて安全対策の強化を誓い、道民のために尽力し続ける決意を新たにした。
2011年11月には、第4代社長の中島尚俊の死亡に伴い、同社代表取締役社長に再任（復帰）した。2013年6月に、再び代表取締役会長に就任した。2014年には同社代表取締役会長を退任し、翌年、メディカルシステムネットワーク社外取締役となり、2024年5月にはアークス社外取締役に就任した。

## 経歴
- 1965年：岡山県立高梁高等学校卒業、東京大学入学。
- 1969年：東京大学経済学部卒業、日本国有鉄道（国鉄）に入社[2]。
- 1984年：札幌鉄道管理局へ転勤。
- 1987年4月：国鉄分割民営化を受けて、JR北海道に入社。同社総合企画本部経営管理室長に就任[2]。
- 1994年：同社取締役総合企画本部副本部長。
- 1996年：同社常務取締役総合企画本部長。
- 2000年：同社代表取締役専務開発本部長[2]。
- 2003年6月：同社代表取締役社長に就任[2]。
- 2007年6月：同社代表取締役会長に就任。
- 2011年11月：第4代社長の中島尚俊の死亡に伴い、同社代表取締役社長に再任（復帰）。
- 2012年11月：財務省北海道財務局国有財産北海道地方審議会会長代理[5]。
- 2013年6月：再び代表取締役会長に就任。
- 2014年：同社代表取締役会長を退任。
- 2015年6月：株式会社メディカルシステムネットワーク社外取締役に就任（現任）。
- 2024年5月28日 : 株式会社アークス社外取締役に就任[4]。

## 趣味
- 近郊の山歩きや山菜採りなど、時間があれば自然の中で過ごすことが多い。
- 能や音楽も好きで、コンサートなどにもよく出かける。